# 沃帕卡縣 (威斯康辛州)
沃帕卡县（英語：Waupaca County）是位於美国威斯康辛州中部偏東的一個縣，面積1,982平方公里。根據2020年美國人口普查統計，共有人口51,812人。縣治沃帕卡（Waupaca）。該縣成立於1851年2月17日，縣政府成立於1852年；縣名來自沃帕卡河 （河名源自沃帕卡酋長）。